# 함형
함형(咸亨)은 중국 당(唐) 고종(高宗)의 7번째 연호이다. 670년에서 674년까지 4년 동안 사용하였다. 

## 개원
총장(總章) 3년 3월 1일(670년 3월 27일)에 연호를 함형(咸亨)으로 개원함.

## 연대대조표
| 함형                | 원년       | 2년        | 3년        | 4년        | 5년        |
| 서력                | 670년      | 671년      | 672년      | 673년      | 674년      |
| 육십간지 (六十干支) | 경오(庚午) | 신미(辛未) | 임신(壬申) | 계유(癸酉) | 갑술(甲戌) |

## 삭일(1일)
| 함형 원년 (670년) | 1월             | 2월             | 3월             | 4월             | 5월             | 6월             | 7월             | 8월             | 9월             | 윤9월           | 10월            | 11월            | 12월            |
| ----------------- | --------------- | --------------- | --------------- | --------------- | --------------- | --------------- | --------------- | --------------- | --------------- | --------------- | --------------- | --------------- | --------------- |
| 삭일(음력)        | 을해일 (乙亥日) | 갑진일 (甲辰日) | 갑술일 (甲戌日) | 계묘일 (癸卯日) | 계유일 (癸酉日) | 임인일 (壬寅日) | 임신일 (壬申日) | 신축일 (辛丑日) | 신미일 (辛未日) | 신축일 (辛丑日) | 경오일 (庚午日) | 경자일 (庚子日) | 경오일 (庚午日) |
| 율리우스력        | 670년 1월 27일  | 2월 25일        | 3월 27일        | 4월 25일        | 5월 25일        | 6월 23일        | 7월 23일        | 8월 21일        | 9월 20일        | 10월 20일       | 11월 18일       | 12월 18일       | 671년 1월 17일  |
| 함형 2년 (671년)  | 1월             | 2월             | 3월             | 4월             | 5월             | 6월             | 7월             | 8월             | 9월             | 10월            | 11월            | 12월            |                 |
| 삭일(음력)        | 기해일 (己亥日) | 무진일 (戊辰日) | 무술일 (戊戌日) | 정묘일 (丁卯日) | 병신일 (丙申日) | 병인일 (丙寅日) | 을미일 (乙未日) | 을축일 (乙丑日) | 을미일 (乙未日) | 갑자일 (甲子日) | 갑오일 (甲午日) | 갑자일 (甲子日) |                 |
| 율리우스력        | 671년 2월 15일  | 3월 16일        | 4월 15일        | 5월 14일        | 6월 12일        | 7월 12일        | 8월 10일        | 9월 9일         | 10월 9일        | 11월 7일        | 12월 7일        | 672년 1월 6일   |                 |
| 함형 3년 (672년)  | 1월             | 2월             | 3월             | 4월             | 5월             | 6월             | 7월             | 8월             | 9월             | 10월            | 11월            | 12월            |                 |
| 삭일(음력)        | 갑오일 (甲午日) | 계해일 (癸亥日) | 계사일 (癸巳日) | 임술일 (壬戌日) | 신묘일 (辛卯日) | 경신일 (庚申日) | 경인일 (庚寅日) | 기미일 (己未日) | 기축일 (己丑日) | 무오일 (戊午日) | 무자일 (戊子日) | 무오일 (戊午日) |                 |
| 율리우스력        | 672년 2월 5일   | 3월 5일         | 4월 4일         | 5월 3일         | 6월 1일         | 6월 30일        | 7월 30일        | 8월 28일        | 9월 27일        | 10월 26일       | 11월 25일       | 12월 25일       |                 |
| 함형 4년 (673년)  | 1월             | 2월             | 3월             | 4월             | 5월             | 윤5월           | 6월             | 7월             | 8월             | 9월             | 10월            | 11월            | 12월            |
| 삭일(음력)        | 무자일 (戊子日) | 정사일 (丁巳日) | 정해일 (丁亥日) | 병진일 (丙辰日) | 병술일 (丙戌日) | 을묘일 (乙卯日) | 갑신일 (甲申日) | 갑인일 (甲寅日) | 계미일 (癸未日) | 계축일 (癸丑日) | 임오일 (壬午日) | 임자일 (壬子日) | 임오일 (壬午日) |
| 율리우스력        | 673년 1월 24일  | 2월 22일        | 3월 24일        | 4월 22일        | 5월 22일        | 6월 20일        | 7월 19일        | 8월 18일        | 9월 16일        | 10월 16일       | 11월 14일       | 12월 14일       | 674년 1월 13일  |
| 함형 5년 (674년)  | 1월             | 2월             | 3월             | 4월             | 5월             | 6월             | 7월             | 8월             | 9월             | 10월            | 11월            | 12월            |                 |
| 삭일(음력)        | 임자일 (壬子日) | 신사일 (辛巳日) | 신해일 (辛亥日) | 경진일 (庚辰日) | 경술일 (庚戌日) | 기묘일 (己卯日) | 무신일 (戊申日) | 무인일 (戊寅日) | 정미일 (丁未日) | 정축일 (丁丑日) | 병오일 (丙午日) | 병자일 (丙子日) |                 |
| 율리우스력        | 674년 2월 12일  | 3월 13일        | 4월 12일        | 5월 11일        | 6월 10일        | 7월 9일         | 8월 7일         | 9월 6일         | 10월 5일        | 11월 4일        | 12월 3일        | 675년 1월 2일   |                 |

## 같이 보기
- 중국의 연호 목록